# Simone Biles
Simone Arianne Biles Owens (Columbus, 1997. március 14. –) amerikai tornásznő, hétszeres olimpiai bajnok, huszonháromszoros világbajnok.
2021 májusában az első tornásznő lett, aki versenyen megugrotta a Jurcsenko-szaltó dupla változatát bicskamozdulattal.